# Norape argyrorrhoea
Norape argyrorrhoea is een vlinder uit de familie van de Megalopygidae. De wetenschappelijke naam van de soort is voor het eerst geldig gepubliceerd in 1825 door Hübner.